# Dezső Ákos Hamza
Dezső Ákos Hamza (Hódmezővásárhely, 1 de septiembre de 1903-Jászberény, 16 de mayo de 1993) fue un director de cine húngaro, que dirigió una quincena de películas entre 1941 y 1956. Durante su etapa como cineasta y con posterioridad a la misma, se dedicó también a las artes plásticas (pintura y escultura).

## Filmografía
- Quem matou Anabela? (1956)
- Strano appuntamento (1950)
- Egy fiúnak a fele (1946)
- Kommunisták Budapestért (1945)
- Szerelmes szívek (1944)
- Ez történt Budapesten (1944)
- Ördöglovas (1944)
- Külvárosi örszoba (1943)
- Ragaszkodom a szerelemhez (1943)
- Egy szoknya, egy nadrág (1943)
- A láp virága (1943)
- Annamária (1942)
- Szíriusz (1942)
- Bünös vagyok! (1942)
- Gyurkovics fiúk (1941)